# Emico II van Nassau-Hadamar
Emico II van Nassau-Hadamar († 1 maart 1359), Duits: Emich II. Graf von Nassau-Hadamar, was graaf van Nassau-Hadamar, een deel van het graafschap Nassau. Hij stamt uit de Ottoonse Linie van het Huis Nassau.

## Biografie
Emico was de derde zoon van graaf Emico I van Nassau-Hadamar en Anna van Neurenberg, dochter van burggraaf Frederik III van Neurenberg en Helena van Saksen.
Emico was eerst geestelijke en was domheer te Mainz 1328–1357, domheer te Keulen sinds 1329, domheer te Worms sinds 1332 en domkoster sinds 1334, en provoost van de Sint-Jan te Mainz 1334–1342. Hij verliet de geestelijke stand, vermoedelijk – als men rekening houdt met zijn latere houding – in onvrede en met een levenslange vijandschap tegen de geestelijkheid, en werd in 1337 door zijn broer Johan als mederegent aangesteld. In hetzelfde jaar verwierf Emico bezit van zijn zwager graaf Gerhard VI van Diez (gehuwd met zijn zuster Jutta). Emico verbleef overigens meestal op de van zijn moeder Anna geërfde bezittingen in Kammerstein in Franken.
Emico legde het Klooster Eberbach in Eltville aanzienlijke heffingen op over de bezittingen die het klooster in Nassau-Hadamar had, ondanks dat zijn broer Johan sinds 1353 beschermheer van het klooster was. Hetzelfde deed Emico bij de bezittingen van het Sint-Claraklooster te Neurenberg (waar zijn zuster Margaretha non was) en de Sint-Kastorbasiliek te Koblenz.
Eind 1350 of begin 1351 namen Emico en zijn broer Johan aan de zijde van hun neef Otto II van Nassau-Siegen deel aan diens vete met de broers Godfried en Wilderik III van Walderdorff, waarbij Otto zijn leven verloor.
‘Emiche Greve zu Nassauwe’ kwam tot overeenstemming met ‘Johans unseris Bruders’ over hun erfenis in een oorkonde gedateerd 22 juni 1352, in aanwezigheid van ‘unse … Muter Frauwen Anne Grevinnen zu Nassowe … unsen … Ohem Johans Burgreve zu Nurinberg’. Het testament van ‘Emche Grafe, Graf zu Nazzaw’, gedateerd 19/20 februari 1359, benoemd ‘unserm Bruder Grafen Johans Grafen zw Nazzaw’ als erfgenaam. Emico overleed op 1 maart 1359 en werd opgevolgd door zijn broer Johan.

## Huwelijk
Emico huwde op een onbekende datum met Anna van Diez (vermeld in 1342), dochter van graaf Godfried I van Diez en Agnes. Anna was weduwe van heer Siegfried VI van Runkel. Uit het huwelijk van Emico en Anna zijn geen kinderen bekend.

## Voorouders
| Voorouders van Emico II van Nassau-Hadamar | Voorouders van Emico II van Nassau-Hadamar                                                                | Voorouders van Emico II van Nassau-Hadamar                                                                | Voorouders van Emico II van Nassau-Hadamar                                      | Voorouders van Emico II van Nassau-Hadamar                                      | Voorouders van Emico II van Nassau-Hadamar                                      | Voorouders van Emico II van Nassau-Hadamar                                      | Voorouders van Emico II van Nassau-Hadamar                                         | Voorouders van Emico II van Nassau-Hadamar                                                             |
| ------------------------------------------ | --- | --- | ------------------------------------------------------------------------------- | ------------------------------------------------------------------------------- | ------------------------------------------------------------------------------- | ------------------------------------------------------------------------------- | ---------------------------------------------------------------------------------- | --- |
| Betovergrootouders                         | Walram I van Nassau (ca. 1146–1198) ⚭ Kunigunde (?–1198)                                                  | Otto I van Gelre en Zutphen (?–1207) ⚭ ca. 1185 Richardis van Beieren (?–1231)                            | Frederik III van Leiningen (?–1237) ⚭ 1202/05 Agnes van Eberstein (1185/87–?)   | ? (?–?) ⚭ ? (?–?)                                                               | Frederik II van Zollern (?–1200) ⚭ Sophia van Raabs (?–ca. 1204)                | ? (?–?) ⚭ ? (?–?)                                                               | Bernhard III van Saksen (1140–1212) ⚭ Judith van Polen (?–na 1201)                 | Otto I ‘het Kind’ van Brunswijk en Lüneburg (1204–1252) ⚭ 1228 Mathilde van Brandenburg (1206/15–1261) |
| Overgrootouders                            | Hendrik II ‘de Rijke’ van Nassau (ca. 1180–1247/50) ⚭ vóór 1215 Machteld van Gelre en Zutphen (?–na 1247) | Hendrik II ‘de Rijke’ van Nassau (ca. 1180–1247/50) ⚭ vóór 1215 Machteld van Gelre en Zutphen (?–na 1247) | Emico IV van Leiningen (?–1276/79) ⚭ Elisabeth (?–1263)                         | Emico IV van Leiningen (?–1276/79) ⚭ Elisabeth (?–1263)                         | Koenraad I van Neurenberg (?–1260/61) ⚭ Clementia (?–?)                         | Koenraad I van Neurenberg (?–1260/61) ⚭ Clementia (?–?)                         | Albrecht I van Saksen (?–1260) ⚭ 1247/48 Helena van Brunswijk-Lüneburg (1223–1273) | Albrecht I van Saksen (?–1260) ⚭ 1247/48 Helena van Brunswijk-Lüneburg (1223–1273)                     |
| Grootouders                                | Otto I van Nassau (?–1289/90) ⚭ vóór 1270 Agnes van Leiningen (?–na 1299)                                 | Otto I van Nassau (?–1289/90) ⚭ vóór 1270 Agnes van Leiningen (?–na 1299)                                 | Otto I van Nassau (?–1289/90) ⚭ vóór 1270 Agnes van Leiningen (?–na 1299)       | Otto I van Nassau (?–1289/90) ⚭ vóór 1270 Agnes van Leiningen (?–na 1299)       | Frederik III van Neurenberg (?–1297) ⚭ vóór 1278 Helena van Saksen (?–1309)     | Frederik III van Neurenberg (?–1297) ⚭ vóór 1278 Helena van Saksen (?–1309)     | Frederik III van Neurenberg (?–1297) ⚭ vóór 1278 Helena van Saksen (?–1309)        | Frederik III van Neurenberg (?–1297) ⚭ vóór 1278 Helena van Saksen (?–1309)                            |
| Ouders                                     | Emico I van Nassau-Hadamar (?–1334) ⚭ vóór 1297 Anna van Neurenberg (?–1355/57)                           | Emico I van Nassau-Hadamar (?–1334) ⚭ vóór 1297 Anna van Neurenberg (?–1355/57)                           | Emico I van Nassau-Hadamar (?–1334) ⚭ vóór 1297 Anna van Neurenberg (?–1355/57) | Emico I van Nassau-Hadamar (?–1334) ⚭ vóór 1297 Anna van Neurenberg (?–1355/57) | Emico I van Nassau-Hadamar (?–1334) ⚭ vóór 1297 Anna van Neurenberg (?–1355/57) | Emico I van Nassau-Hadamar (?–1334) ⚭ vóór 1297 Anna van Neurenberg (?–1355/57) | Emico I van Nassau-Hadamar (?–1334) ⚭ vóór 1297 Anna van Neurenberg (?–1355/57)    | Emico I van Nassau-Hadamar (?–1334) ⚭ vóór 1297 Anna van Neurenberg (?–1355/57)                        |